# クリスティアン・ルートヴィヒ・ツー・メクレンブルク
クリスティアン・ルートヴィヒ・ツー・メクレンブルク（Christian Ludwig Herzog zu Mecklenburg）, 1912年9月29日 - 1996年7月18日）は、ドイツのメクレンブルク＝シュヴェリーン大公家の一員。

## 生涯
最後のメクレンブルク＝シュヴェリーン大公フリードリヒ・フランツ4世と、その妻でハノーファー王太子・カンバーランド公エルンスト・アウグストの娘であるアレクサンドラの間の第2子、次男として生まれた。全名はクリスティアン・ルートヴィヒ・エルンスト・アウグスト・マクシミリアン・ヨハン・アルブレヒト・アドルフ・フリードリヒ（Christian Ludwig Ernst August Maximilian Johann Albrecht Adolf Friedrich）。
ドイツの君主制崩壊後の1919年、家族とともに父大公の姉であるデンマーク王妃アレクサンドリーネを頼ってデンマークに亡命し、1年間をデンマーク王室の夏の離宮であるソーゲンフリ宮殿で過ごした。その後、翌1920年にはメクレンブルクに戻り、ゲルベンザンデの狩猟用城館（Jagdschloss Gelbensande）で暮らした。その後、1921年にメクレンブルク大公家の資産として認められたルートヴィヒスルスト宮殿（Schloss Ludwigslust）に移った。
アビトゥーア資格に合格した後、農業・林野の経営を専門的に学んだ。1935年、ルートヴィヒスルスト駐屯のヴァイマル共和国軍陸軍所属第14騎兵連隊に入隊し、1939年からは第2次世界大戦に従軍した。クリスティアン・ルートヴィヒは陸軍中尉として、対フランス戦や対ソ戦を戦った。1944年、「旧統治者家門の成員（Angehöriger eines vormals regierenden Hauses）」であることを理由に、ドイツ国防軍から除隊された。1941年に兄で大公世子のフリードリヒ・フランツが貴賤結婚により財産の相続権を放棄していたため、第2次大戦が終結して数カ月後の1945年11月に父が死ぬと、フリードリヒ・フランツが家督のみを継承する一方で、クリスティアン・ルートヴィヒがメクレンブルク大公家の財産を受け継いだ。
大戦後、ルートヴィヒスルストはイギリス軍に占領されていたが、その後ソ連軍の占領地域に変更されたため、クリスティアン・ルートヴィヒは家族を連れてシュレースヴィヒ＝ホルシュタイン州のグリュックスブルク城（Schloss Glücksburg）に避難した。彼はすぐに大公家の資産の状態を気にしてルートヴィヒスルストに戻ってきたが、そこでソ連当局に拘束された。クリスティアン・ルートヴィヒはパルヒム、ゴダーン、シュヴェリーン、ポツダムの監獄を転々とした後、モスクワに身柄を移され、「これまで絶えず戦争を計画・遂行してきた階級に属した（Mitglied einer Kaste, die immer schon Kriege geplant und ausgeführt hatte）」罪により、ルビャンカ刑務所での禁錮25年の刑を言い渡された。
1953年、西ドイツ首相・外相コンラート・アデナウアーの働きかけにより、クリスティアン・ルートヴィヒはソ連で抑留されていた戦争捕虜と一緒に解放され、グリュックスブルクの家族の元へ帰ることが出来た。1954年7月5日にグリュックブルク（Glücksburg）において、プロイセン王子ジギスムントの娘バルバラ（1920年 - 1994年）と結婚し、以後はシュレースヴィヒ＝ホルシュタインのヘンメルマルク荘園（Gut Hemmelmark）で暮らした。

## 子女
妻バルバラとの間に娘を2人もうけた。
- ドナータ (en)（1956年 - ） - 1987年、Alexander von Solodkoffと結婚
- エドヴィナ（1960年 - ） - 1995年、Konrad von Posernと結婚